# Зубков (Львовская область)
Зубков (укр. Зубків) — село в Сокальской городской общине Шептицкого района Львовской области Украины.
Население составляет 530 человек. Занимает площадь 2 км². Почтовый индекс — 80082. Телефонный код — 3257.